# Pierre Thibaudeau
Pour les articles homonymes, voir Thibaudeau.
Pierre Thibaudeau, Thibodeau ou Thibeaudeau né vers 1631 dans l'ouest de la France, mort le 26 décembre 1704 à la Prée-Ronde - Port-Royal) est un pionnier de l'Acadie historique (1604-1755). Le titre de meunier de la Prée-Ronde fit sa renommée. 
Ses descendants en Amérique du Nord prendront une des 44 formes du nom de famille dont les plus fréquentes sont : Thibaudeau, Thibodeau, Thibodaux, Thibaudeault, Thibidau, Thibadau, etc.

## Arrivée en Acadie
Pierre a été engagé par Emmanuel Le Borgne de Belle-Isle à titre de colon stable. Il déclare alors avoir 23 ans. Le Borgne lui verse une avance de 30 livres tournois avant le départ de La Rochelle. L'aller et le retour étant payés, Pierre s'engage pour trois ans moyennant 80 livres tournois (16 €) par année.
Le 25 mars 1654, Louis II de Vendôme met à la disposition d'Emmanuel Le Borgne, un navire de 300 tonneaux, le Châteaufort, armé en guerre. Un marchand de La Rochelle, le Sieur Guibeau, commande le navire. Celui-ci est chargé de provisions, d'armes et de munitions.
Il arrive en Acadie à la fin de mai 1654. Le Borgne, principal créancier de Charles de Menou d'Aulnay, un des principaux colonisateurs de l'Acadie et décédé depuis deux ans, s'empare de plusieurs établissements et prend possession la même année de Port-Royal. Néanmoins, le 31 juillet, le major anglais Sedgwick arrive à Port-Royal avec une flotte de bateaux et 500 soldats. Après deux semaines de résistance, les Acadiens capitulent.

### Installation en Acadie
La vie en Acadie suit tout de même son cours et Pierre Thibaudeau acquiert en cette année 1654, une large concession de terre "dans-le-haut de la rivière du Dauphin", près de Port-Royal. Le site porte le nom de la  Prée-Ronde et portera également le nom "Village des Thibaudeau". Il est situé à dix kilomètres de l'embouchure de la Rivière Port-Royal, au cœur de la vallée du même nom. Le site est connu aujourd'hui comme Round Hill, Nouvelle-Écosse. Il y installe une maison avec des bâtiments de ferme et un moulin à blé et à planches, actionné par un proche cours d'eau dit "Des-Loups-Marins".
Le 5 mai 1660, Pierre épouse Jehanne Terriau, fille de Jean et de Perrine Bourg tous deux d'origines inconnues. Jehanne naît en 1644 à Port-Royal. Pierre, frère de Jehanne, est à l'origine de l'établissement de Grand-Pré (Saint-Charles les Mines et Saint-Joseph de la Rivière aux Canards). (https://www.acadienouvelle.com/etc/gensdici/2016/12/04/racines-acadiennes-jean-theriot-perrine-rau/?pgnc=1).
Marchand de fourrures, colonisateur, cultivateur, meunier, scieur et ouvreur d'établissement, Pierre Thibaudeau fonde avec ses fils, le village de Chipoudie (aujourd'hui Riverside-Albert, Nouveau-Brunswick). Ils y érigent une église sur le site connu aujourd'hui sous le nom de Church creek et un moulin à farine à l'endroit où se trouve maintenant Mill creek. Ils participent également au développement des Trois-Rivières, soit la région de Chipoudie, Petcoudiac et de Memramcouche.
Pierre obtient du Gouverneur de la Nouvelle-France, M. de Frontenac et par l'Intendant Champigny, le 20 juin 1695, la concession de la seigneurie de  Kaouaskagouche (Vraskagache), entre l'île Monts-Déserts et Majois (Machias) en Acadie (aujourd'hui dans l'État du Maine), un peu à l'est de Pentagouet.  Ce territoire est situé en bordure de la rivière dite aujourd'hui Narraguagus et mesure 2 lieues (8.9 km) de profondeur et de 1 lieue (4.4 km) de chaque côté de la rivière, incluant les îles. Cette concession a reçu confirmation par brevets royaux émis à Versailles.
En 1699, Pierre achète un moulin à scie qu'il fait venir de Boston. Il l'installe en 1700 à Chipoudie. La concession qu'il revendique à cet endroit mesure 2,5 km de chaque côté de la rivière et 10 km de profondeur. Des difficultés avec le seigneur de Beaubassin, M. de la Vallière fera en sorte qu'il n'obtiendra jamais les titres et privilèges de ce territoire. M. de la Vallière revendique le lieu et possède plus d'influence auprès de l'autorité royale française.
Les enfants de Pierre et de Jehanne s'installe à la Prée-Ronde, à Chipoudie et dans la région de Grand-Pré et de Pigiguit. En 1755, tous les descendants sont déportés.  Ils se retrouvent en Nouvelle-Angleterre, au Québec, en Louisiane et dans le Madawaska.
En 1981, un monument est érigé en l'honneur de Pierre Thibaudeau sur le site de la Prée-Ronde.  M. J.L. Martin, directeur du Musée de la Nouvelle-Écosse a fourni la plaque commémorative en collaboration avec l'association historique d'Annapolis Royal et de la Société historique acadienne de la Baie-Sainte-Marie.

## Son origine en France
Aucun document ne permet d’identifier les parents de Pierre Thibaudeau
On retrouve de fait des familles Thibaudeau dès le XVe siècle près d'Olonne en Bas-Poitou dont Guillaume Thibaudeau, né vers 1420 près d'Olonne-sur-Mer. Il est nommé dans un document du 15 septembre 1456, à titre de donateur à l'abbaye Saint-Jean d'Orbestier, situé à cinq km au sud d'Olonne.
Près de Saintes en Saintonge, on retrouve Richard Thibaudeau, né avant 1450 en Saintonge et décédé fin 1502, maître chirurgien et négoce, sieur du Cormier.  Il épouse vers 1470, Jeanne Soumaire.  Ils ont plusieurs fils dont  Jean, né vers 1470, bachelier es lois, maire de Saintes, capitaine, Enquêteur du roy 4 janvier 1521 à Saintes, seigneur du château le Cormier de Saintes, décédé vers 1530 à Saintes, il épouse Jeanne De Prahec, vers 1500.
D'autres familles habitent près de Loudun (à cette époque Anjou/Généralité de Touraine) dont Vincent, Jacquet, Colas et Antoine Thibaudeau, tous nés vers 1460 à Ternay. Ils sont  inscrits en 1491 à titre de vigneron au terrier du registre du domaine de Ternay, situé près de Loudun. Les liens de parenté ne sont pas définis. 
À partir du XVIe siècle, on trouve le nom de famille autour de La Rochelle (Aunis), entre Nantes (Bretagne), Angers (Anjou), Tours (Touraine), Poitiers (Poitou), Angoulême (Angoumois) et Bordeaux (Guyenne).
François-Edme Rameau de Saint-Père, en 1859, dans son livre intitulé Une colonie féodale en Amérique, affirme que Pierre Thibaudeau est originaire du Poitou mais sans références cela reste une hypothèse.  
Le Poitou était une des plus vastes régions de l'ancienne France. Il s'étendait du Berry et du Limousin jusqu'à l'Océan Atlantique sur un largeur de plus de 300 km. Depuis longtemps existait un clivage entre la partie Est, le Haut-Poitou avec Poitiers comme centre principal, et la partie Ouest, le Bas-Poitou dont Fontenay-le-Comte a le titre de principal agglomération.   Au moment de la Révolution française, la Province de Poitou a été découpée en trois départements. Le Haut-Poitou a donné naissance à la Vienne et aux Deux-Sèvres tandis que le Bas-Poitou devenait la Vendée. L'Aunis est situé au sud du Poitou et à l'ouest de la Saintonge.
L'origine du groupe de personnes qui accompagne en Acadie le Sieur d'Aulnay (originaire de Charnizay en Touraine), entre 1636 et 1650 reste à ce jour inconnue. À la mort d'Aulnay, son créancier, Emmanuel Le Borgne prend la relève du peuplement de l'Acadie. Le Borgne est originaire de Picardie (au nord de Paris) et marchand à La Rochelle. Pierre Thibaudeau est embauché par ce dernier en début l'année 1654. Son âge est déclarée lors de son engagement (23 ans) et il y a aucune mention de ses parents ni de son lieu d'origine. 
Mathurin Thibaudeau et Marie Dolbeau, de St-Jacques-les-Moutiers-les-Mauxfaits en Vendée ou encore Mathurin Thibaudeau et Marie Miet de Marans sont fréquemment désignés à titre de parents de Pierre, leur fils Mathurin s'étant installé en Nouvelle-France vers 1660.  
Aucun document ne permet néanmoins de relier ce dernier ou ses parents à Pierre Thibaudeau. 
Des familles portant le patronyme Thibaudeau sont répertoriées au début XVIIIe siècle aux Archives départementales de la Vendée et dans la région de Nantes, Pays de la Loire. Les familles de Vendée habitent les villages de La Mothe-Achard, des Sables-d'Olonne, etc. tous situés près de Saint-Jacques les Moutiers les Mauxfaits ou encore les communautés du Marais Poitevin, un peu au nord de St-Étienne de Marans et de La Rochelle, au sud de Fontenay-le-Comte et à l'ouest de Niort, et sur l'île d'Oléron.
Au début du 17e siècle, il y a plusieurs couples vivants dans le Poitou et qui pourraient correspondre au profil des parents de Pierre Thibaudeau :
1.	Mathurin Thibaudeau, né vers 1587, époux de Marie Miet, née vers 1591, mariés vers 1614 à Saint-Étienne de Marans, Aunis (20 km au nord-est de La Rochelle). Ils ont au moins un fils nommé Mathurin, né en 1623 et qui épouse Catherine Avrard en 1644 à Saint- Étienne de Marans. Ils arrivent en Nouvelle-France en 1659 sur le St-André. Un seul de leurs quatre enfants, une fille, survient à la traversée de l'Atlantique. Mathurin est possiblement né vers 1617. Ses parents se sont mariés vers 1614, si on calcule environ 30 années entre les générations.
2.	François Thibaudeau, né en 1596 à Maillezais et décédé en 1636 au même endroit, époux d'Anne Dubois, née en 1593 à Maillezais et décédée en 1662 au même endroit, mariés vers 1620 à Maillezais (40 km au nord-est de La Rochelle). Ils ont au moins 2 enfants: Vincent, né le 7 octobre 1623 à Maillezais et décédé au même endroit, le 7 février 1693, époux de Françoise Coiffe (ou Coiffé) et Nicolas, né le 17 septembre 1630 à Maillezais et décédé au même endroit, le 29 décembre 1680, époux de Jacquette Mantion.
3.	René Thibaudeau, né vers 1600, époux de Françoise Dieuse, mariés le 18 mai 1623 à Doix, Vendée (40 km au nord de La Rochelle). On ne connaît aucun de leurs enfants, s'ils en ont eu.
4.	Jehan Thibaudeau, né vers 1600, époux de Catherine Regnaudin, née en 1607 à Fontenay-le-Comte, mariés le 23 mai 1623 à Fontenay-le-Comte (45 km au nord-est de La Rochelle). Ils ont au moins 5 enfants: Daniel, né vers 1625, faiseur de pot d'étain, Michel, né vers 1628, époux de Louise Cassedenier et également faiseur de pot d'étain, Claude, né vers 1630, procureur, connu également du nom de sieur de Beaupuy, Catherine, née vers 1635, épouse de Simon Morin, mariés à Fontenay-le-Comte vers 1660,  Jacob, né vers 1635.
5.	Jean Thibaudeau, né en 1601 possiblement à Benet et décédé le 3 juin 1646 à Benet. Son épouse est également inconnue. Ils se seraient mariés vers 1625.  Leur fille Antoinette naît en 1626 et décède à Benet le 8 décembre 1686.  Elle épouse le 30 janvier 1647 à Benet, Jean Chauveau, fils de Jean et de Mathurine Boutin, né en 1616 et décédé le 9 décembre 1686 à Benet.
6.	Mathurin Thibaudeau, né en 1605),époux de Marie Dolbeau, née en 1609), mariés vers 1630, de Saint-Jacques les Moutiers les Mauxfaits, Bas-Poitou,  (70 km au nord-ouest de La Rochelle). Ils ont un fils nommé Mathurin, né en 1635.  Celui-ci arrive en Nouvelle-France et épouse en premières noces, Marie Roy le 11 juillet 1667 à l'église Notre-Dame de Québec et en secondes noces, Marie Petit le 22 juillet 1686 à St-Laurent de l'Île d'Orléans.
7.	André Thibaudeau, né vers 1605 à Ternay, Poitou, époux de Jeanne Baillargeau, mariés vers 1630 à Ternay (120 km au nord-est de La Rochelle). Leurs enfants connus, tous nés à Ternay, sont Renée, née le 29 avril 1633,  Françoise, née le 24 septembre 1640 et Mathurin, né le 21 février 1645.
8.	Noel Thibaudeau, né vers 1604, époux de Catherine Sagot, née vers 1608, mariés le 20 octobre 1631 à Poiré sur Velluire, Bas-Poitou (35 km au nord-est de La Rochelle).  On ne connaît aucun de leurs enfants, s'ils en ont eu.
9.	Daniel Thibaudeau,	né vers 1600 à Fontenay-le-comte, Poitou, fils de Toussaint et de Jacquette Devaigne, mariés au même endroit vers 1630 à Louise Regnaudin, née vers 1608, fille de François et de Marie Jamonneau.
10.	François Thibaudeau, né vers 1606 à Ternay, Poitou, mariés au même endroit vers 1630, à Guillemine Derny.
11.	Jean Thibaudeau,né en 1601 en Poitou, possiblement à Benet, épouse inconnue. Leur fille Antoinette est née en 1626 à Benet. Elle épouse Jean Chauveau à Benet en 1647.

Au début du 17e siècle, il y a au moins un couple vivant en Aunis et qui pourrait correspondre au profil des parents de Pierre Thibaudeau:
12.	François Thibaudeau, né vers 1600 en Aunis, possiblement sur l'ïle d'Oléron, mariés au même endroit vers 1625, à Jeanne Bourdignal.

## Descendance en Amérique et en Europe

### Europe
Le nombre de personnes vivantes en France et portant ce patronyme représente plusieurs milliers d'individus. La plupart se retrouve dans le Pays de la Loire (principalement en Vendée) et en Poitou-Charentes (Deux-Sèvres, Charente et Charente-Maritime).  Il est à noter que ceux-ci ne descendent pas de l'ancêtre acadien. Ils sont du moins cousins, reliés aux parents (non formellement identifiés) de Pierre Thibaudeau, quelque part dans le temps.
Plusieurs descendants de Pierre Thibaudeau se sont néanmoins installés en France à la suite de leur expulsion forcée de l'Acadie en 1755 (voir Déportation des Acadiens).

### Amérique du Nord
Le nombre de personnes vivantes en Amérique et portant ce patronyme pourrait être de plus de 20 000. Ils sont tous descendants de Pierre Thibaudeau (1631-1704) et de Jehanne Terriau (1644-1726). On en retrouve environ 12 000 aux États-Unis dont près de 3000 dans les États de la Nouvelle-Angleterre, autant en Louisiane et dans les États environnants. Le reste est réparti dans le Nord-Ouest, entre les États du Wisconsin, Minnesota et Montana, en Californie, au Nevada, Colorado, Alaska et Nebraska.  
On en retrouve plus de 8000 au Canada dont plus de 4000 au Québec; le reste étant distribué principalement au Nouveau-Brunswick, en Nouvelle-Écosse et en Ontario. La plupart des descendants vivants aux États-Unis ont maintenant adopté la langue anglaise tandis que ceux du Québec et la plupart de ceux des Provinces maritimes ont conservé l'usage de la langue française.
Le nombre de descendants de Pierre Thibeaudeau portant ou non son patronyme peut représenter de un à deux millions de personnes ayant vécu entre la fin du XVIIe siècle et maintenant.